# Людвиг Гогенлоэ-Лангенбургский
Людвиг цу Гогенлоэ-Лангенбург (нем. Ludwig, Fürst zu Hohenlohe-Langenburg; 20 октября 1696 — 16 января 1765) — немецкий аристократ, 4-й граф Гогенлоэ-Лангенбургский (1715—1764), а затем 1-й князь Гогенлоэ-Лангенбургский (1764—1765).

## Биография
Людвиг родился 20 октября 1696 года в Лангенбурге. Шестой ребенок и третий сын Альбрехта Вольфганга Гогенлоэ-Лангенбургского (1659—1715) и его жены, Софии Амалии Нассау-Саарбрюккенской (1666—1736). В это время графством управлял его дед, Генрих Фридрих Гогенлоэ-Лангенбургский (1625—1699). В 1699 году после смерти Генриха Фридриха новым графом стал Альбрехт Вольфганг (отец Людвига).
17 апреля 1715 года после смерти своего отца Альбрехта Вольфганга 18-летний Людвиг унаследовал титул графа Гогенлоэ-Лангенбурга, поскольку его старшие братья скончались еще при жизни отца.
В возрасте 26 лет Людвиг Гогенлоэ-Лангенбургский женился на своей 15-летней кузине Элеоноре Нассау-Саарбрюккенской (1 июля 1707 — 15 октября 1769), пятой дочери графа Людвига Крато Нассау-Саарбрюккенского (1663—1713) и графини Филиппине Генриетты Гогенлоэ-Лангенбругской (1679—1751). Их свадьба состоялась 23 января 1723 года в замке Лоренцен. У супругов было тринадцать детей:
- Кристиан Альбрехт (27 марта 1726 — 4 июля 1789)[1], 2-й князь Гогенлоэ-Лангенбург (1765—1789), был женат с 1761 года на Каролине Штольберг-Гедернской (1731—1796)
- Фридрих Карл (19 февраля — 17 июня 1728)
- София Генриетта (5 ноября 1729 — 13 февраля 1735)[1]
- Августа Каролина (30 апреля 1731 — 6 июля 1736)[1]
- Луиза Шарлотта (20 декабря 1732 — 5 августа 1777), муж с 1760 года князь Кристиан Фридрих Гогенлоэ-Кирхбергский (1729—1819)
- Элеонора Юлиана (22 июля 1734 — 20 сентября 1813), муж с 1766 года Вольфганг Альбрехт Гогенлоэ-Ингельфингенский (1743—1778)
- Вильгельм Фридрих (21 мая 1736 — 18 января 1805)
- Филипп Карл (3 февраля 1738 — 31 марта 1753)
- Фридрих Август (11 января 1740 — 12 февраля 1810)[1]
- Готтфрид Людвиг (27 января 1742 — 22 сентября 1765)[1]
- Кристиана Генриетта (20 февраля 1744 — 26 февраля 1744)
- Каролина Кристиана (10 июля 1746 — 6 сентября 1750)[1]
- Фридрих Эрнст (16 мая 1750 — 24 октября 1794), был женат с 1773 года на Магдалене Адриане ван Харен (1746—1822).

7 января 1764 года граф Людвиг Гогенлоэ-Лангенбургский получил от императора Священной Римской империи Франца I Стефана титул имперского князя.
16 января 1765 года 68-летний Людвиг Гогенлоэ-Лангенбургский скончался в Лангенбурге. Был похоронен там же.